# Kontrurbanizacja
Kontrurbanizacja – proces reorganizacji terenów miejskich zamieszkanych przez człowieka, polegający na zmniejszeniu się zagęszczenia przebywającej na tych terenach ludności oraz zmianie charakteru poszczególnych fragmentów miast na tereny typowo mieszkalne lub jednolicie przemysłowe. Proces ten występuje również w ścisłych centrach miast, z których mieszkańcy przenoszą się do dzielnic peryferyjnych, czego efektem jest zmiana charakteru centrum miasta na typowo handlowo-administracyjno-usługowe, ale pozbawione stałych mieszkańców.
Jest to najczęściej wynik poważnego kryzysu miasta stanowiącego centralny ośrodek zespołu miejskiego. Proces ten jest obserwowalny w ciągłym obniżaniu tempa wzrostu liczby mieszkańców zespołu miejskiego. W wyniku  kontrurbanizacji zarówno miasto, jak i jego strefa podmiejska, silnie się wyludniają.
Efektem kontrurbanizacji  jest także przemieszczanie się ludności ze stref wysoko zurbanizowanych do małych jednostek osadniczych położonych na terenach typowo rolniczych. Powoduje to wyraźne zahamowanie urbanizacji miast w sensie demograficznym i częściowo ekonomicznym.
Równocześnie na terenach wiejskich zachodzi proces urbanizacji w sensie społecznym – upowszechnia się  miejski styl życia. Wymaga on rozwoju usług istniejących, a także powstawania usług nowego rodzaju, co z kolei powoduje postępowanie procesu urbanizacji przestrzennej. 